# Xavi Rabaseda
Xavier Rabaseda Bertrán, detto Xavi (Ripoll, 24 febbraio 1989), è un cestista spagnolo.

## Carriera
Con la Spagna ha disputato i Campionati mondiali del 2019.

## Palmarès

### Club
- Campionato spagnolo: 1

Barcellona: 2011-2012
- Copa del Rey: 2

Barcellona: 2010, 2013
- Eurolega: 1

Barcellona: 2009-2010
- Supercoppa spagnola: 2

Bercellona: 2011
Gran Canaria: 2016
- Liga catalana: 2

Barcellona: 2011, 2012
- Basketball Champions League: 2

San Pablo Burgos: 2019-2020, 2020-2021
- Coppa Intercontinentale: 1

San Pablo Burgos: 2021
- FIBA Europe Cup: 1

Bilbao: 2024-2025

### Nazionale
- Mondiali:

 Cina 2019